# Real Love: The Drawings for Sean
Real Love: The Drawings for Sean est un recueil de dessins du musicien britannique John Lennon, publié de façon posthume en 1999. Ces illustrations ont été réalisées pour son fils Sean lors du retrait de la vie publique de l'ex-Beatle. Le titre fait référence à la chanson homonyme qui ouvrait l'album Anthology 2 publié quatre ans plus tôt.